# Complex.h
complex.h é uma biblioteca da linguagem de programação C com funções para se trabalhar com números complexos. Essas funções usam o tipo embutido complex, o qual foi introduzido com a revisão C99.
É importante não confundir com o cabeçalho C++ standard library, <complex>. Este último implementa números complexos de maneira totalmente diferente (como um template class, complex<T>).

## Funções
Cada função declarada no complex.h tem três versões, sendo que cada uma trabalha com tipo diferente de ponto-flutuante (double, float e long double). Apenas o tipo double de cada função é listado aqui; para usar as versões tipo float (ou long double) existe um anexo em f (ou em l, respectivamente) para o nome das funções.
Note todos os ângulos estão em radianos.
| double cabs(double complex);                         | Valor absoluto(módulo) de um número complexo   |
| double complex cacos(double complex);                | Arco-cosseno de um número complexo             |
| double complex cacosh(double complex);               | Arco-cosseno hiperbólico de um número complexo |
| double carg(double complex);                         | Argumento de um número complexo                |
| double complex casin(double complex);                | Arco seno de um número complexo                |
| double complex casinh(double complex);               | Arco seno hiperbólico de um número complexo    |
| double complex catan(double complex);                | Arco tangente de um número complexo            |
| double complex catanh(double complex);               | Arco tangente hiperbólico complexo             |
| double complex ccos(double complex);                 | Cosseno de número complexo                     |
| double complex ccosh(double complex);                | Cosseno hiperbólico de um número complexo      |
| double complex cexp(double complex);                 | Exponencial complexa                           |
| double cimag(double complex);                        | Parte imaginária de um número complexo         |
| double complex clog(double complex);                 | Logaritmo complexo                             |
| double complex conj(double complex);                 | Conjugado de um número complexo                |
| double complex cpow(double complex, double complex); | Potência complexa                              |
| double complex cproj(double complex);                | Projeção complexa[A]                           |
| double creal(double complex);                        | Parte real de um número complexo               |
| double complex csin(double complex);                 | Seno complexo                                  |
| double complex csinh(double complex);                | Seno complexo hiperbólico                      |
| double complex csqrt(double complex);                | Raiz quadrada complexa                         |
| double complex ctan(double complex);                 | Tangente complexa                              |
| double complex ctanh(double complex);                | Tangente hiperbólica complexa                  |

Em linguagem C, para exibir na tela um resultado complexo, não se deve esquecer de digitar:
printf("%lf + %lf*I\n",creal(z),cimag(z));
em vez de:
printf("%lf\n",z);, pois assim apenas a parte real será mostrada.

## Referencias
1. ↑  «complex.h: complex arithmetic» (em inglês). . Seção Base definitions reference. Especificação Única do Unix. 7 ed. The Open Group, 2013. templatestyles stripmarker character in |título= at position 37 (ajuda)